# Robert Rice Reynolds
Robert Rice Reynolds (Asheville, 1884. június 18. – Asheville, 1963. február 13.) az Amerikai Egyesült Államok szenátora (Észak-Karolina, 1932–1945).